# The First World Tour: Beautiful

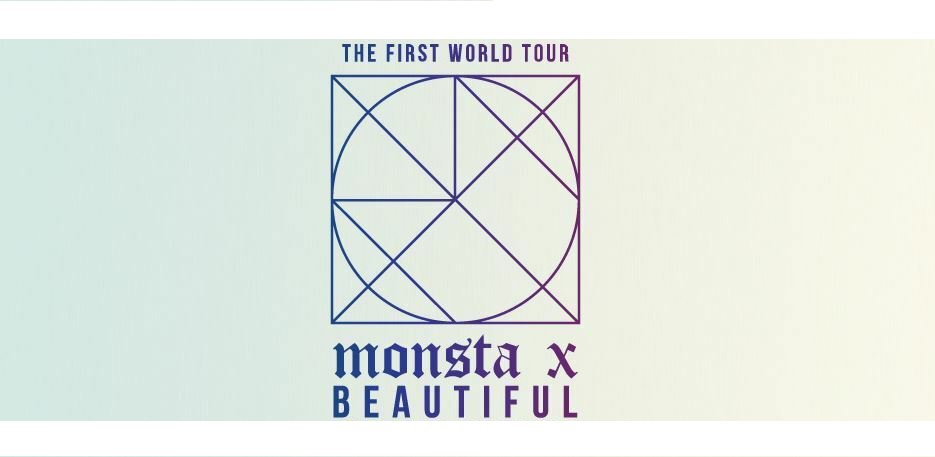
Logotipo del The First World Tour: Beautiful.

El The First World Tour: Beautiful, también conocido como Monsta X World Tour: Beautiful, es la primera gira musical de la banda coreana Monsta X, la cual recorre Asia, Norteamérica, Europa y Latinoamérica en 19 fechas, entre los meses de junio y septiembre de 2017, comenzando en Seúl el 16 de junio de 2017 y finalizó en Ciudad de México el 17 de septiembre de 2017, la gira llevó a debutar a Monsta X en países como Chile, Argentina y México.

## Fechas
| Fecha                    | Ciudad           | País           | Recinto                            |                |                |
| Asia - Etapa I           | Asia - Etapa I   | Asia - Etapa I | Asia - Etapa I                     | Asia - Etapa I | Asia - Etapa I |
| ------------------------ | ---------------- | -------------- | ---------------------------------- | -------------- | -------------- |
| 16 de junio de 2017      | Seúl             | Corea del Sur  | Olympic Hall                       |                |                |
| 17 de junio de 2017      | Seúl             | Corea del Sur  | Olympic Hall                       |                |                |
| 8 de julio de 2017       | Hong Kong        | Hong Kong      | AsiaWorld-Expo                     |                |                |
| Norteamérica - Etapa II  |                  |                |                                    |                |                |
| 12 de julio de 2017      | Chicago          | Estados Unidos | Rosemont Theater                   |                |                |
| 14 de julio de 2017      | Nueva York       | Estados Unidos | Teatro PlayStation                 |                |                |
| 16 de julio de 2017      | Atlanta          | Estados Unidos | Cobb Energy Performing Arts Centre |                |                |
| 19 de julio de 2017      | Dallas           | Estados Unidos | Verizon Theatre                    |                |                |
| 21 de julio de 2017      | San Francisco    | Estados Unidos | Warfield Theatre                   |                |                |
| 23 de julio de 2017      | Los Ángeles      | Estados Unidos | The Novo                           |                |                |
| 24 de julio de 2017      | Los Ángeles      | Estados Unidos | The Novo                           |                |                |
| Asia - Etapa III         |                  |                |                                    |                |                |
| 30 de julio de 2017      | Bangkok          | Tailandia      | Thunder Dome                       |                |                |
| Europa - Etapa IV        |                  |                |                                    |                |                |
| 9 de agosto de 2017      | París            | Francia        | Olympia de París                   |                |                |
| 11 de agosto de 2017     | Berlín           | Alemania       | Tempodrom                          |                |                |
| 13 de agosto de 2017     | Moscú            | Rusia          | Adrenaline Stadium                 |                |                |
| Asia - Etapa V           |                  |                |                                    |                |                |
| 2 de septiembre de 2017  | Yakarta          | Indonesia      | The Kasablanka Hall                |                |                |
| 8 de septiembre de 2017  | Taipéi           | Taiwán         | Centro de Convenciones de Taipéi   |                |                |
| Latinoamérica - Etapa VI |                  |                |                                    |                |                |
| 12 de septiembre de 2017 | Buenos Aires     | Argentina      | Luna Park                          |                |                |
| 14 de septiembre de 2017 | Santiago         | Chile          | Movistar Arena                     |                |                |
| 17 de septiembre de 2017 | Ciudad de México | México         | Auditorio BlackBerry               |                |                |